# الدوري البرتغالي الدرجة الثانية 1966–67
الدوري البرتغالي الدرجة الثانية 1966–67 هو موسم من الدوري البرتغالي الدرجة الثانية. فاز فيه نادي بايرنسيه.